# Galesburg (Illinois)
Galesburg es una ciudad ubicada en el condado de Knox en el estado estadounidense de Illinois. En el Censo de 2010 tenía una población de 32195 habitantes y una densidad poblacional de 693,36 personas por km².

## Geografía
Galesburg se encuentra ubicada en las coordenadas 40°57′1″N 90°22′36″O / 40.95028, -90.37667. Según la Oficina del Censo de los Estados Unidos, Galesburg tiene una superficie total de 46.43 km², de la cual 45.97 km² corresponden a tierra firme y (0.99%) 0.46 km² es agua.

## Demografía
Según el censo de 2010, había 32195 personas residiendo en Galesburg. La densidad de población era de 693,36 hab./km². De los 32195 habitantes, Galesburg estaba compuesto por el 81.13% blancos, el 11.49% eran afroamericanos, el 0.25% eran amerindios, el 0.9% eran asiáticos, el 0.03% eran isleños del Pacífico, el 2.94% eran de otras razas y el 3.26% pertenecían a dos o más razas. Del total de la población el 6.95% eran hispanos o latinos de cualquier raza.